# Фрак для шибеника
«Фрак для шибеника» (рос. «Фрак для шалопая») — радянський художній комедійний фільм режисера Ельдора Уразбаєва, знятий за сценарієм Аркадія Красильщикова на Кіностудії ім. М. Горького у 1979 році.

## Сюжет
Випадок звів в дорозі двох різних людей: школяра Женьку Грачова і недавнього слюсаря, а тепер водія автокрана — Жору Мякішева. Хлопчик втік з піонерського табору, щоб побачити брата, що служить в армії. Мякішев ж викрав з автобази поливальну машину, щоб влаштувати дощ кіношникам, які дали йому напрокат фрак. Обидва ховаються від міліції, але, за помилкою, саме Мякішеву довіряють супроводжувати спійманого хлопчика до міста. Дізнавшись один одного ближче, ці настільки різні люди стають хорошими друзями. Фрак, який дістався з таким трудом, повинен змінити Георгія Мякішева. Виступаючи у фіналі конкурсу бальних танців, що транслюється телебаченням, він зможе довести своїй коханій, що не такий вже він шибеник, яким його звикли бачити оточуючі.

## У ролях
- Михайло Єгоров —  Женька Грачов
- Віктор Іллічов —  Георгій Мякішев
- Леонід Куравльов —  капітан міліції Дєєв
- Олександр Лебедєв —  старшина міліції
- Артем Карапетян —  Василь Петрович Громобоєв
- Тетяна Ташкова —  Світа
- Антоніна Богданова —  Марія Михайлівна, бабуся Світлани
- Єлизавета Нікіщихіна —  мама Вовика
- Микола Парфьонов —  охоронець в ательє мод
- Володимир Тихонов —  Кондаков, знайомий Світи
- Володимир Герасимов —  міліціонер
- Наталія Казначеєва —  піонервожата Хохлакова
- Микола Погодін —  водій вантажного таксі
- Максим Пучков —  піонер 3-го загону
- Євген Гуров —  пасажир електрички

## Знімальна група
- Автор сценарію:  Аркадій Красильщиков
- Режисер-постановник: Ельдор Уразбаєв
- Оператор-постановник: Володимир Архангельський
- Композитор: Едуард Хагагортян
- Художник-постановник: Галина Анфілова